# (21928) Prabakaran
(21928) Prabakaran (1999 VX55) – planetoida z pasa głównego asteroid okrążająca Słońce w ciągu 4,51 lat w średniej odległości 2,73 j.a. Odkryta 4 listopada 1999 roku.